# Echo Mountain
Echo Mountain es el quinto álbum de estudio de la banda de rock belga K's Choice. Después de un concierto de reunión en el festival Dranouter en agosto de 2009, la banda comenzó a grabar material nuevo en los Echo Mountain Studios en Asheville, Carolina del Norte. El 22 de febrero de 2010, confirmaron en su sitio web que el nuevo álbum se lanzó el 26 de marzo de 2010. "When I Lay Beside You" y "Come Live The Life" se soltaron.

## Cd1
1. "Come Live The Life" (Bettens/Bettens) – 4:13
2. "Let it grow" (Bettens/Bettens) – 3:54
3. "Echo Mountain" (Bettens/Bettens) – 3:58
4. "When I Lay Beside You" (Bettens/Bettens) – 4:00
5. "Perfect" (Bettens/Bettens) – 3:15
6. "I will carry you" (Bettens/Bettens) – 2:24
7. "If this isn't right" (Bettens/Bettens) – 3:16

## Cd2
1. "Say a prayer" (Bettens/Bettens) – 4:00
2. "These are the thoughts" (Bettens/Bettens) – 2:42
3. "16" (Bettens/Bettens) – 3:10
4. "Killing Dragons" (Bettens/Bettens) – 2:46
5. "America" (Bettens/Bettens) – 4:33
6. "Along for the ride" (Bettens/Bettens) – 3:06
7. "How simple can it be" (Bettens/Bettens) – 3:15
8. "Show me how it's done" (Bettens/Bettens) – 2:38

## Personas
- Sarah Bettens - Voz, guitarra
- Gert Bettens - Guitarra, teclados, drawing
- Eric Grossman - Bajo
- Koen Lieckens - Percusión

- Datos: Q594583